# نورثرن میدلندز کاونسیل
نورثرن میدلندز کاونسیل (به انگلیسی: Northern Midlands Council) یک منطقهٔ مسکونی در استرالیا است که در تاسمانی واقع شده‌است.